# Acacia vogeliana
Acacia vogeliana é uma espécie de leguminosa do gênero Acacia, pertencente à família Fabaceae.